# Taichi Hara
Taichi Hara (jap. 原 大智, Hara Taichi; * 5. Mai 1999 in Hino, Präfektur Tokio) ist ein japanischer Fußballspieler.

## Karriere
Taichi Hara erlernte das Fußballspielen in der Jugendmannschaft vom FC Tokyo. Hier unterschrieb er 2018 auch seinen ersten Profivertrag. Der Verein, der in der Präfektur Tokio beheimatet ist, spielte in der höchsten Liga des Landes, der J1 League. Die U23-Mannschaft spielte in der dritten Liga, der J3 League. 2019 wurde er mit 19 Toren Torschützenkönig der dritten Liga. Im Finale um den J.League Cup 2020 besiegte Tokyo am 4. Januar 2021 Kashiwa Reysol mit 2:1.
2021 wechselte Taichi Hara nach Europa. Unter Trainer Danijel Jumić erreichte er mit dem kroatischen Klub NK Istra 1961 das Endspiel um den kroatischen Pokalwettbewerb 2020/21, das trotz zweier Tore von ihm mit 3:6 gegen Rekordpokalsieger Dinamo Zagreb verloren ging. Über Deportivo Alavés kam er später als Leihspieler zu VV St. Truiden. Im Sommer 2023 kehrte er nach Japan zurück und schloss sich Kyōto Sanga an.

## Erfolge
FC Tokyo
- J.League Cup: 2020

## Auszeichnungen
- J3 League: Torschützenkönig 2019